# 에듀탭
에듀탭(EduTab)는 아이스테이션이 공급하고 LG유플러스가 2010년 12월 30일에 출시한 태블릿 컴퓨터이다.

## 같이 보기
- 아이리버 탭
- 아이스테이션 주드